# Plešivecká planina
Plešivecká planina je podcelek Slovenského krasu, se nachází v jeho severozápadní části. Je to geomorfologicky nejdůležitější planina Slovenského krasu, má rozlohu cca 53 km². Její povrch tvoří vlastní náhorní vápencová plošina, bez osídlení. Plošina je ohraničena strmými okraji, severní a střední část tvoří louky, z jihu je porostlá převážně křovinatými lesy. Nachází se na ní řada povrchových a podzemních krasových forem, škrapů, závrtů, propastí a více než 150 jeskyní.

## Poloha
Leží mezi Rožňavou, Štítnikem a Plešivcem. Ze západu je ohraničena řekou Štítnik, ze severu leží Rožňavská kotlina. Na východě a na jihu tvoří hranici řeka Slaná. Nejvyšším bodem je na severní části planiny Štít (851 m n. m.).

## Jeskyně a propasti
Nejvýznamnější propastí je 101 metrů hluboká Zvonivá jama, v podzemí je obrovský dóm a velký stalagmit (Stĺp strachu, 26 m). Ve východní části planiny leží 123 metrů hluboká Kančí propast, tvořící 9 navzájem propojených dómů. Na západě leží jeskyně Hučiaca vyvieračka (Zugó), na východě leží Nová Brzotínská jeskyně, jejíž velkou část chodeb tvoří jezera.

## Turistika
Přes planinu vedou turistické značky, které začínají v obcích Plešivec, Slavec, Kružná, Rakovnica a Štítnik. Vzhledem k tomu, že se na planině nenacházejí žádné zdroje pitné vody (zdroje uvedené na některých mapách mohou být vyschlé nebo je nelze nalézt), je nutné vzít si na túru její dostatečné zásoby.